# Santokhgarh
Santokhgarh è una suddivisione dell'India, classificata come nagar panchayat, di 8.304 abitanti, situata nel distretto di Una, nello stato federato dell'Himachal Pradesh. In base al numero di abitanti la città rientra nella classe V (da 5.000 a 9.999 persone).

## Geografia fisica
La città è situata a 31° 22' 0 N e 76° 19' 0 E e ha un'altitudine di 321 m s.l.m..

## Società

### Evoluzione demografica
Al censimento del 2001 la popolazione di Santokhgarh assommava a 8.304 persone, delle quali 4.265 maschi e 4.039 femmine. I bambini di età inferiore o uguale ai sei anni assommavano a 1.101, dei quali 591 maschi e 510 femmine. Infine, coloro che erano in grado di saper almeno leggere e scrivere erano 5.657, dei quali 3.153 maschi e 2.504 femmine.